# Чемерница (Србија)
Чемерница је планина у југозападном пределу Србије , налази се на пола пута удаљености од Нове Вароши и Ивањице. На падинама Чемернице, смештено је село Штитково. 
Планина има динарски смер пружања. Источни и средишњи предео Чемернице је го , а у мањој мери има шуме , планина је у највећој мери крашка са доста гребена. Највиши врх Чемернице је врх Бијела стена , који дохвата 1495м нв. 
Чемерница се на јужним падинама поклапа са планином Јавор , са Василиним врхом.